# Llista de peixos del riu Godavari

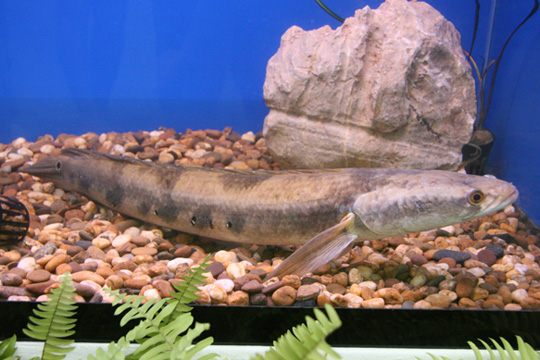
Channa marulia

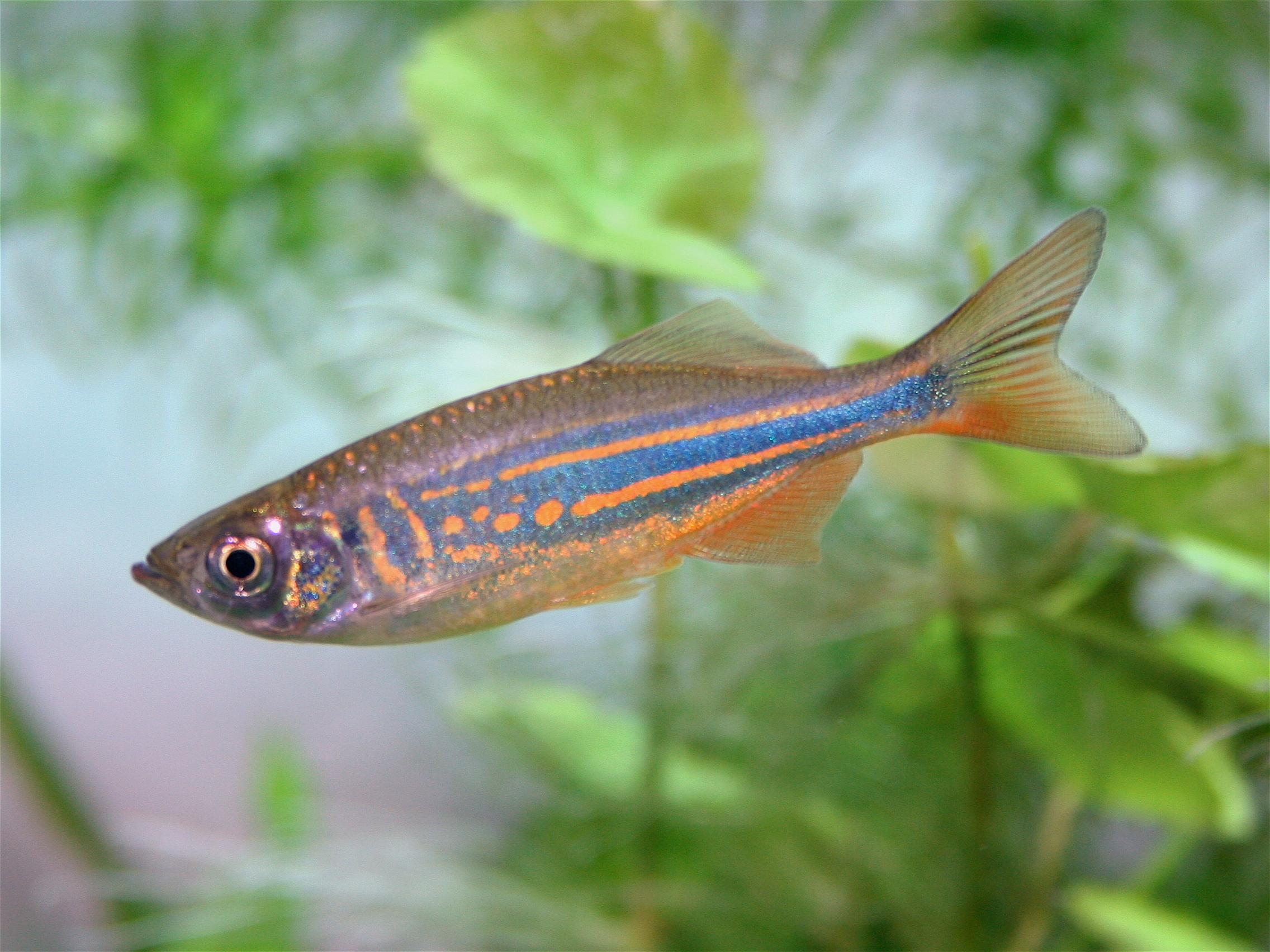
Devario aequipinnatus

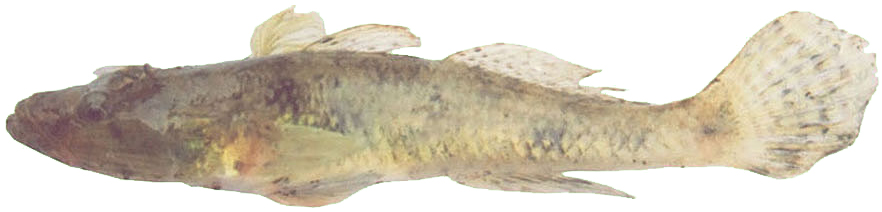
Glossogobius giuris

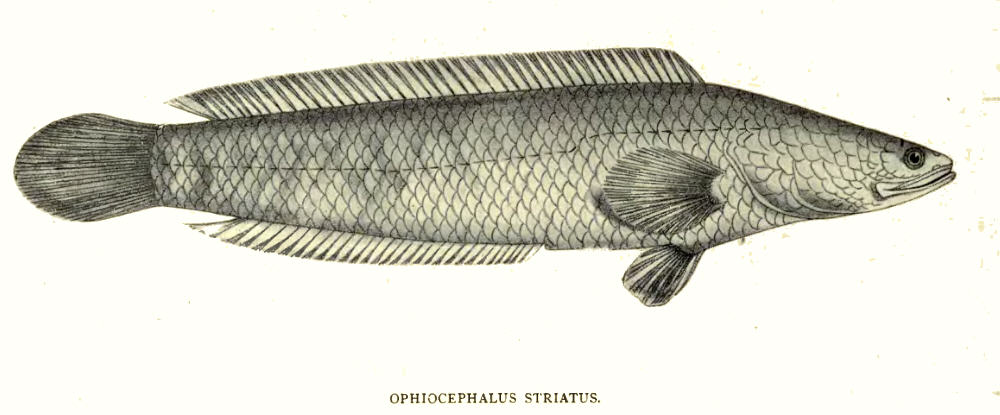
Channa striata

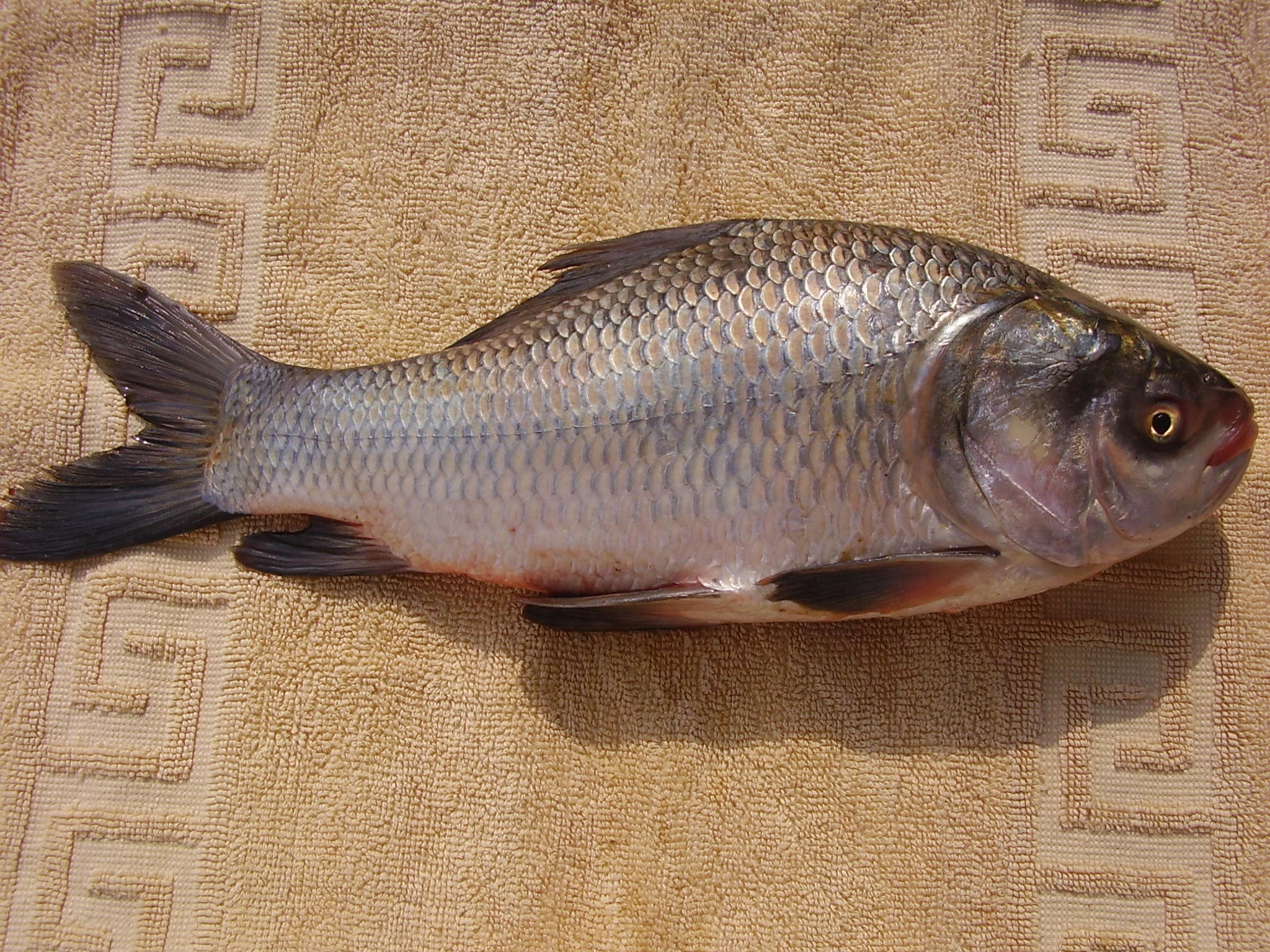
Catla catla

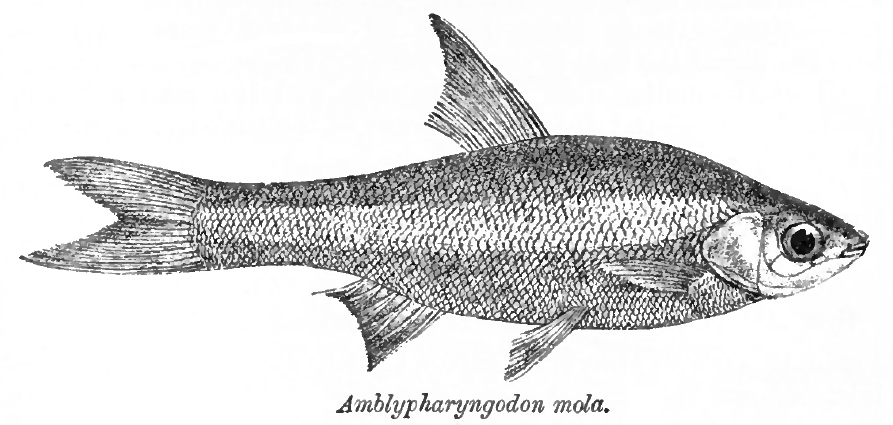
Amblypharyngodon mola

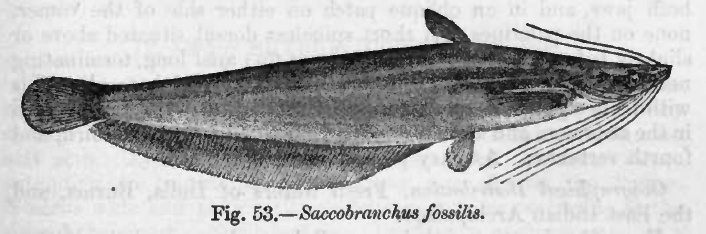
Heteropneustes fossilis

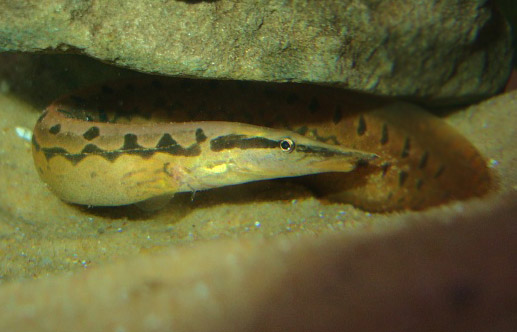
Mastacembelus armatus

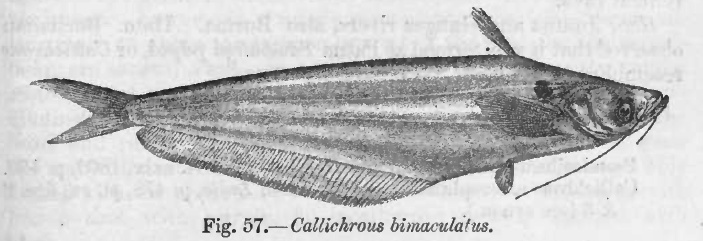
Ompok bimaculatus

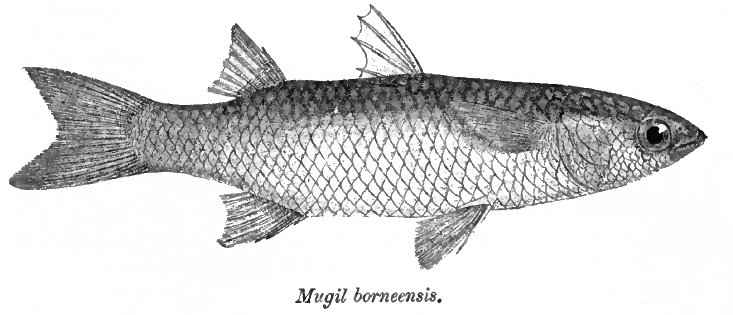
Liza macrolepis

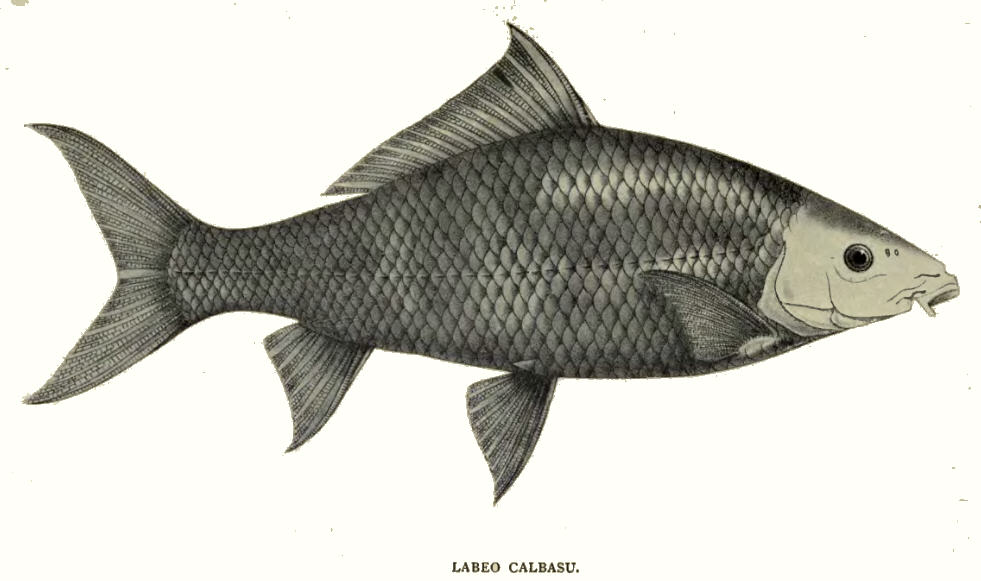
Labeo calbasu

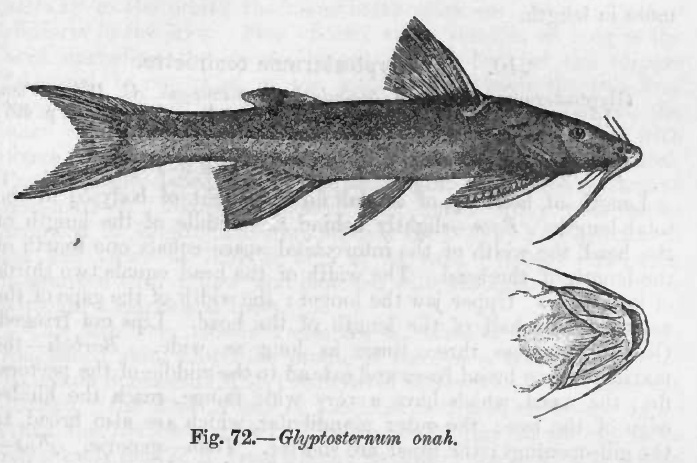
Glyptothorax lonah

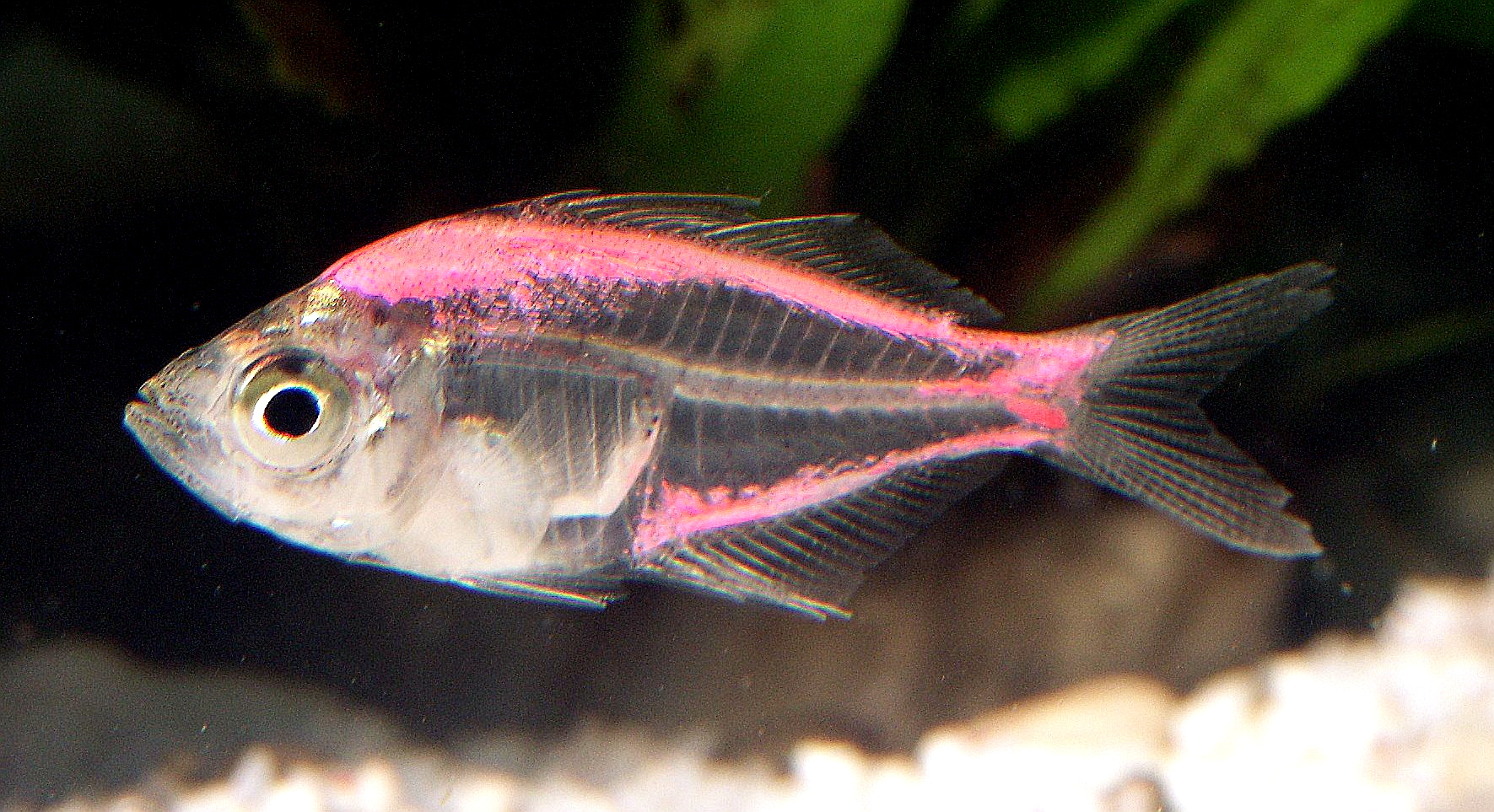
Parambassis ranga

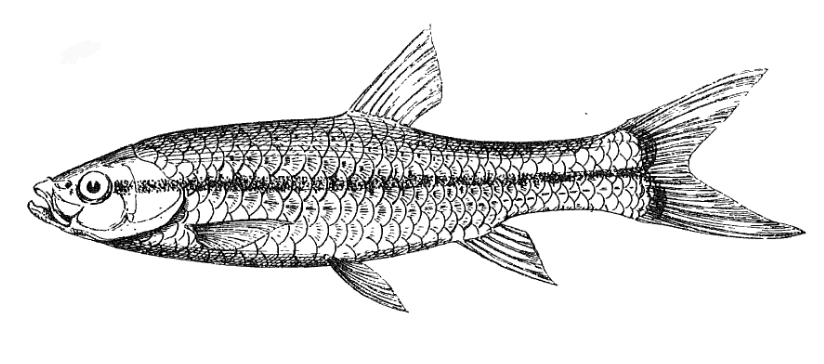
Rasbora daniconius

Aquesta llista de peixos del riu Godavari -incompleta- inclou 91 espècies de peixos que es poden trobar al riu Godavari ordenades per l'ordre alfabètic de llur nom científic.

## A
- Ambassis ambassis
- Ambassis gymnocephalus
- Ambassis nalua
- Amblypharyngodon microlepis
- Amblypharyngodon mola
- Anabas cobojius
- Aplocheilus panchax

## B
- Bangana ariza
- Barilius bendelisis

## C
- Catla catla
- Chanda nama
- Channa marulia
- Channa punctata
- Channa striata
- Cirrhinus cirrhosus
- Cirrhinus macrops
- Clarias dussumieri
- Cyprinus carpio carpio

## D
- Devario aequipinnatus
- Devario devario
- Devario fraseri

## E
- Esomus danricus
- Esomus thermoicos

## F
- Favonigobius reichei

## G
- Garra gotyla stenorhynchus
- Garra mullya
- Glossogobius giuris
- Glyptothorax lonah
- Glyptothorax sinensis
- Gudusia chapra

## H
- Hemibagrus menoda
- Heteropneustes fossilis
- Hilsa kelee
- Hyporhamphus limbatus
- Hypselobarbus curmuca
- Hypselobarbus kolus
- Hypselobarbus mussullah

## I
- Ilisha megaloptera
- Indoreonectes evezardi

## L
- Labeo bata
- Labeo boga
- Labeo calbasu
- Labeo fimbriatus
- Labeo kontius
- Labeo porcellus
- Labeo potail
- Labeo rohita
- Liza macrolepis
- Liza tade

## M
- Mastacembelus armatus
- Mugil cephalus
- Mystus bleekeri
- Mystus cavasius
- Mystus gulio

## N
- Notopterus notopterus

## O
- Ompok bimaculatus
- Oreochromis mossambicus
- Osteobrama belangeri
- Osteobrama cotio cunma
- Osteobrama cotio peninsularis
- Osteobrama vigorsii
- Osteochilus nashii

## P
- Parambassis ranga
- Parapsilorhynchus prateri
- Plotosus canius
- Proeutropiichthys taakree taakree
- Pseudogobius javanicus
- Puntius chola
- Puntius dorsalis
- Puntius sarana
- Puntius sophore
- Puntius ticto

## R
- Rasbora daniconius
- Rasbora labiosa
- Rita gogra
- Rita kuturnee
- Rohtee ogilbii

## S
- Salmophasia balookee
- Salmophasia novacula
- Salmophasia phulo
- Scatophagus argus
- Silonia childreni
- Sperata aor
- Sperata seenghala
- Stigmatogobius sadanundio

## T
- Tenualosa ilisha
- Terapon jarbua
- Tetraodon fluviatilis
- Thynnichthys sandkhol
- Tor khudree

## W
- Wallago attu[1]